# Нурма (Мамадышский район)
Нурма — деревня в Мамадышском районе Татарстана. Входит в состав Малокирменского сельского поселения.

## География
Находится в центральной части Татарстана на расстоянии приблизительно 19 км на запад по прямой от районного центра города Мамадыш.

## История
Известна с 1680 года, в начале XX века уже была мечеть.
В «Списке населенных мест по сведениям 1859 года», изданном в 1866 году, населённый пункт упомянут как казённая деревня Нурма 2-го стана Мамадышского уезда Казанской губернии. Располагалась при речке Кирменке, по правую сторону 1-го Чистопольского торгового тракта, в 25 верстах от уездного города Мамадыша и в 15 верстах от становой квартиры в казённой деревне Ахманова (Ишкеево). В деревне, в 44 дворах жили 256 человек (129 мужчин и 127 женщин), была мечеть.

## Население
Постоянных жителей было: в 1782 — 43 души мужского пола, в 1859—254, в 1897—554, в 1908—607, в 1920—637, в 1926—682, в 1938—569, в 1949—385, в 1958—401, в 1970—378, в 1979—305, в 1989—224, в 2002 году 178 (татары 99 %), в 2010 году 168.